# Nando Gazzolo
Ferdinando "Nando" Gazzolo (Savona, 16 d'octubre de 1928 – Nepi, 16 de novembre de 2015) fou actor i actor de veu italià.

## Biografia
Era fill del també actor i actor de veu Lauro Gazzolo i de la locutora de ràdio de l'EIAR Aida Ottaviani Piccolo. Gazzolo va debutar de ben jove a la ràdio, i el 1948, als vint anys, va començar la seva carrera com a actor entrant en la companyia teatral dirigida per Antonio Gandusio. Va assolir el seu primer reconeixement personal en 1951, en l'adaptació d' Antony and Cleopatra dirigida per Renzo Ricci. Més tard va treballar en escena amb Vittorio Gassman i Luigi Squarzina, entre d'altres, abans de centrar-se en l'actuació de veu i en el doblatge. Gazzolo també va participar en pel·lícules i va protagonitzar diverses sèries de televisió amb molt d'èxit.
Com a actor de veu, Gazzolo va ser la veu de doblatge habitual de Peter Cushing, David Niven i Richard Widmark. Altres actors que va doblar ocasionalment van ser Rex Harrison, Michael Caine, Frank Sinatra, Yul Brynner, Marlon Brando, Robert Duvall, Donald Sutherland, Laurence Olivier, Clint Eastwood, Louis Jourdan, Henry Fonda i també va ser la veu del narrador en la versió en italià de Beauty and the Beast.

### Vida personal
Gazzolo estava casat amb tres fills. Un dels quals, Matteo també és actor. També té un mig germà, Virginio del segon matrimoni del seu pare.

## Mort
Gazzolo va morir el 16 de novembre de 2015 a Nepi, als 87 anys.

## Filmografia

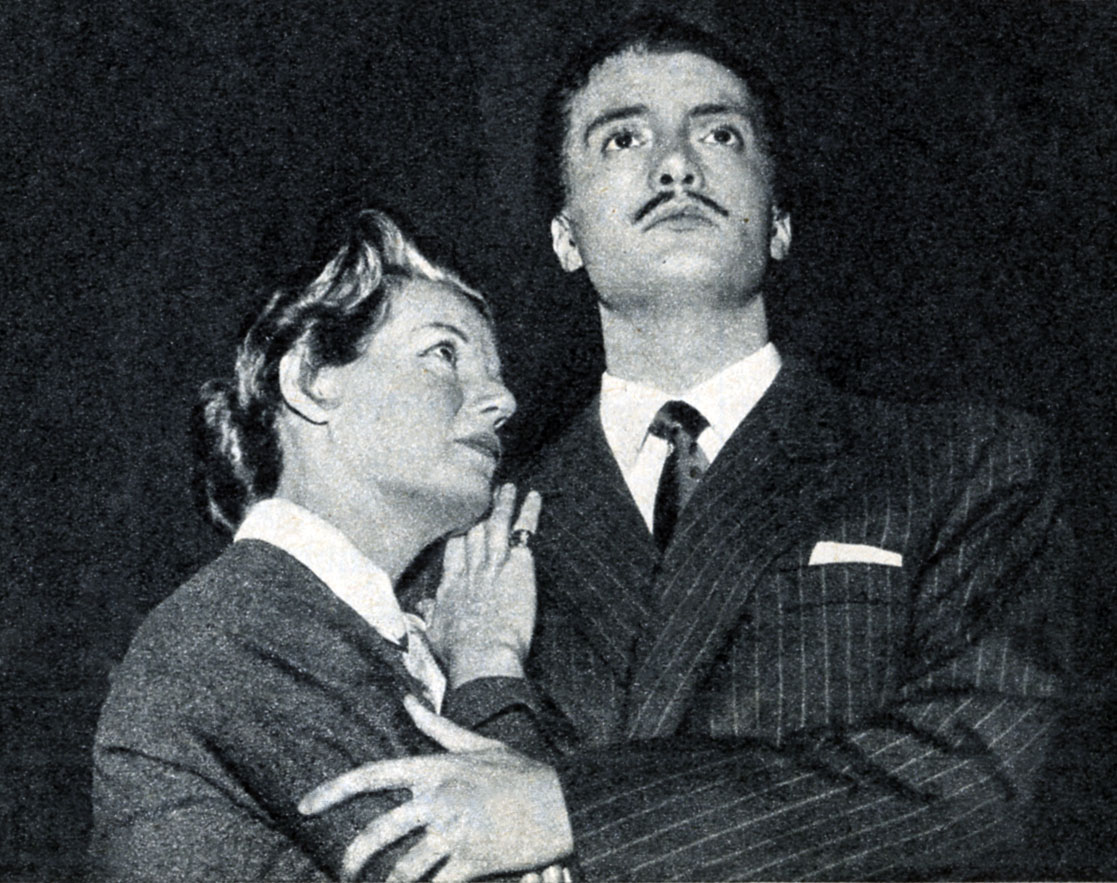
Gazzolo en escena amb Laura Solari (1956)

### Cinema
- Costantino il Grande, de Lionello De Felice (1960)
- Jeff Gordon, il diabolico detective, de Raoul André (1963)
- Totò e Cleopatra, de Fernando Cerchio (1963)
- I pirati della Malesia, d'Umberto Lenzi (1964)
- La rivolta dei sette, d'Alberto De Martino (1964)
- La Cittadella (1964), sèrie de televisió
- Un fiume di dollari, de Carlo Lizzani (1966)
- Upperseven, l'uomo da uccidere, d'Alberto De Martino (1966)
- Django spara per primo, d'Alberto De Martino (1967)
- Un caso di coscienza, de Giovanni Grimaldi (1970)
- Angeli al sud, de Massimo Scaglione (1991)
- Magnificat (1993)
- La rentrée, de Franco Angeli (2000)
- Mari del sud, de Marcello Cesena (2001)
- Valeria medico legale (2001), televisió
- Le ragioni del cuore (2002)
- Il sottile fascino del peccato, de Franco Salvia (2010)

### Animació
- Narrador a Beauty and the Beast